# Mind Reader
Mind Reader és una cançó del grup australià de rock alternatiu Silverchair, i es va llançar com a quart senzill del seu cinquè àlbum d'estudi, Young Modern. La cançó està composta pel cantant del grup Daniel Johns amb la col·laboració de Julian Hamilton del grup The Presets. El videoclip fou gravat en un concert a Melbourne de la gira Across the Great Divide Tour.

## Llista de cançons
Promo AUS (ELEVENCDPRO81)
1. "Mind Reader"
2. "Mind Reader (Live From "Across The Great Divide")"

Senzill iTunes
1. "Mind Reader"
2. "Mind Reader (Live Video)"